# West Haven (Connecticut)
West Haven és una població dels Estats Units a l'estat de Connecticut. Segons el cens del 2006 tenia 52.721 habitants.

## Demografia
Segons el cens del 2000, West Haven tenia 52.360 habitants, 21.090 habitatges, i 13.117 famílies. La densitat de població era de 1.865 habitants/km².
Dels 21.090 habitatges en un 28,5% hi vivien nens de menys de 18 anys, en un 41,9% hi vivien parelles casades, en un 15,6% dones solteres, i en un 37,8% no eren unitats familiars. En el 31% dels habitatges hi vivien persones soles el 10,7% de les quals corresponia a persones de 65 anys o més que vivien soles. El nombre mitjà de persones vivint en cada habitatge era de 2,42 i el nombre mitjà de persones que vivien en cada família era de 3,06.
Per edats la població es repartia de la següent manera: un 23,1% tenia menys de 18 anys, un 9,7% entre 18 i 24, un 31,2% entre 25 i 44, un 21,8% de 45 a 60 i un 14,2% 65 anys o més.
L'edat mediana era de 36 anys. Per cada 100 dones de 18 o més anys hi havia 88,2 homes.
La renda mediana per habitatge era de 42.393 $ i la renda mediana per família de 51.631 $. Els homes tenien una renda mediana de 38.024 $ mentre que les dones 30.610 $. La renda per capita de la població era de 21.121 $. Aproximadament el 6,6% de les famílies i el 8,8% de la població estaven per davall del llindar de pobresa.

## Poblacions més properes
El següent diagrama mostra les poblacions més properes.